# Pterolophia fuscomarmorata
Pterolophia fuscomarmorata là một loài bọ cánh cứng trong họ Cerambycidae.